# Gamescom

Logo targów gamescom

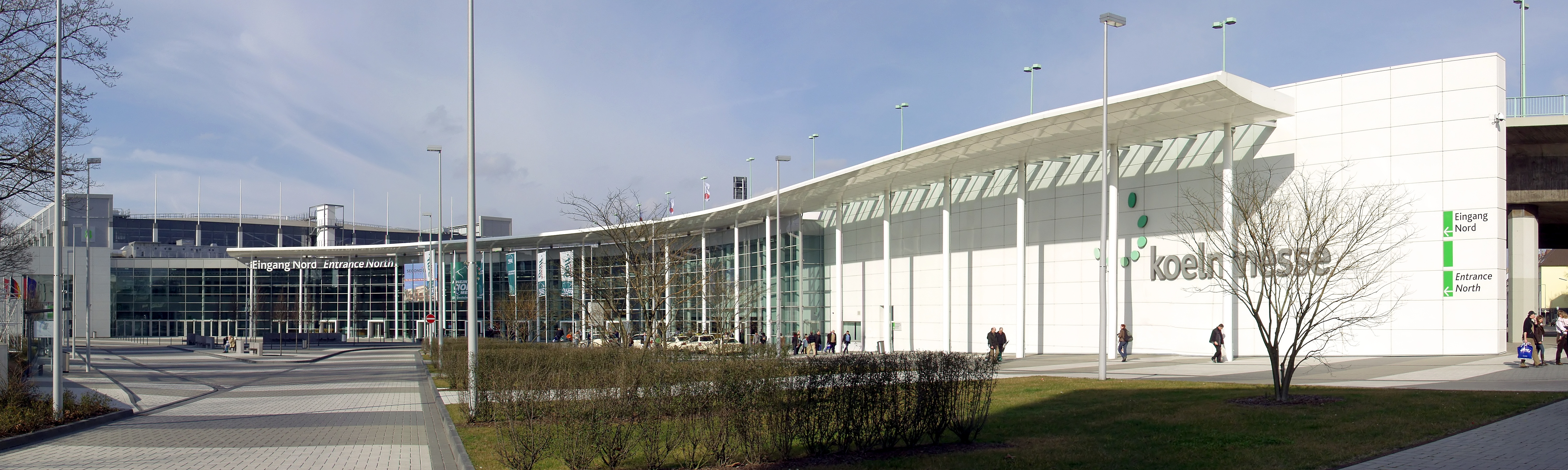
Koelnmesse – wejście północne

gamescom – targi gier komputerowych odbywające się od 2009 roku w centrum wystawienniczym Koelnmesse w Kolonii w Niemczech. Organizowane są przez Bundesverband Interaktive Unterhaltungssoftware (German Federal Association of Interactive Entertainment Software), od 2018 roku przez game – Verband der deutschen Games-Branche.
gamescom to drugie pod względem wielkości targi gier komputerowych na świecie. W 2012 roku odwiedziło je 275 000 osób z 83 krajów, w tym około 5300 dziennikarzy i ponad 600 wystawców, a w 2017 roku 355 000 fanów elektronicznej rozrywki, ponad 5400 dziennikarzy i 919 wystawców z 54 krajów. Po raz pierwszy odbyły się w 2009 roku i trwały od 19 do 23 sierpnia. Targi gamescom 2011 trwały od 17 do 21 sierpnia 2011. W 2012 roku odbyły się w dniach od 15 do 19 sierpnia, a w 2017 roku trwały od 22 do 26 sierpnia. W 2018 targi odbyły się w dniach od 21 do 25 sierpnia. W 2019 roku liczba odwiedzających targi sięgnęła 373 tys. osób.

## Edycje
- gamescom 2009
- gamescom 2010
- gamescom 2011
- gamescom 2012
- gamescom 2013
- gamescom 2014
- gamescom 2015
- gamescom 2016
- gamescom 2017
- gamescom 2018
- gamescom 2019
- gamescom 2020
- gamescom 2021
- gamescom 2022
- gamescom 2023
- gamescom 2024